# 内侍司
内侍司（ないしのつかさ）は、日本の律令官制における役所の一つ。令によって定められた後宮十二司の一つであり、女官のみによって構成される。

## 職掌
内侍司の女官は天皇に近侍し、奏請と伝宣（内侍宣）、宮中の礼式等を司った。天皇の秘書役とも言うべき重要な役職で、学問・礼法に通じた有能な女性が多く任命されたようである。
三種の神器のひとつ・八咫鏡を模した神鏡が温明殿（内侍所）に安置されており、この神鏡を守護捧持するのも内侍司の女官の役目である。故に神鏡を「内侍所」とも呼ぶ。

## 地位
内侍司の女官は、令の規定ではさほどの地位を与えられていなかった。しかし時代が下るにつれ職掌の重要性が増し、平城天皇の大同2年（807年）には大幅に相当する位が引き上げられ、薬子の変の遠因ともなった。
平安時代半ば以降、後宮十二司の組織が再編され、事実上内侍司が唯一の後宮官司となる。また、長官の尚侍は皇妃に準ずる扱いを受けるようになり、また次官の典侍も天皇の侍妾としての性格を備えていることが多かった。

## 構成
尚侍（ないしのかみ・しょうじ）
四等官における内侍司の長官（カミ）に相当する。准位（男性官人の官位相当に相当する）は従五位のち従三位。定員は2名。多く摂関家の娘が選任された。元来、奏請・伝宣の職掌は尚侍のみのものであり、典侍以下が扱うことはできなかった。10世紀末頃から皇妃に準ずる扱いとなり、実際の女官としての業務は典侍以下が担ったと考えられる。平安時代後期から鎌倉時代ごろになると、尚侍は任命されなくなった。
典侍（ないしのすけ・てんじ）
四等官における次官（スケ）に相当する。准位は従六位のち従四位。定員は4名。大納言・中納言を中心に公卿の娘が多く選ばれた。
掌侍（ないしのじょう・しょうじ）
四等官における判官（ジョウ）に相当する。准位は従七位のち従五位。定員は正官4名、権官2名の計6名。通常「内侍」と言えばこの掌侍のことを指す。天皇移動の際に剣璽を捧げ持ち随行する役目。第一位上臈の掌侍を「勾当内侍（こうとうのないし）」または「長橋局（ながはしのつぼね）」という。尚侍や典侍が形式化した後、内侍司の実務は奏請・伝宣を含め勾当内侍を中心に取り仕切られ、江戸時代になると渉外においては制度上は上臈である大典侍よりも大きい力をもった。
女孺（にょじゅ・にょうじゅ）
内侍司の下級女官。定員は100名。掃除などの雑務一般にあたる。